# 윤옹귀
윤옹귀(尹翁歸, ? ~ 기원전 62년)는 전한 후기의 관료로, 자는 자황(子兄)이다. 본래 하동군 평양현(平陽縣) 사람인데, 나중에 경조윤 두릉현(杜陵縣)으로 이주하였다.

## 생애
어려서 부모를 여의고 숙부와 함께 살았다. 나중에 옥리(獄吏)가 되어 법률에 박식하였고, 검을 잘 썼다. 당시 대장군 곽광이 권력을 휘두르고 있었는데, 곽광의 고향인 평양에서는 저잣거리에서 곽씨들이 함부로 굴어도 관리들이 제지하지 못하였으나 윤옹귀가 부임한 후로는 그러는 자가 없어졌다. 윤옹귀는 뇌물을 받지 않았으며, 상인들은 그를 두려워하였다. 훗날 윤옹귀는 관직을 그만두고 칩거하였다.
전연년이 하동태수로 부임하여, 옛 부하 5~60명을 불러들여 글에 뛰어난 자는 동쪽, 무예에 뛰어난 자는 서쪽에 서게 하였다. 윤옹귀는 어느 쪽에도 가지 않으며 자신은 문무 양쪽에 뛰어나다고 하였다. 주변 사람들은 그가 오만불손하다고 생각하였으나, 전연년은 그를 예우하고 졸사(卒史)에 임명하였다가 나중에 독우(督郵)로 삼았다. 또 하동군을 분수(汾水)를 기준으로 두 부(部)로 나누어 분수 이남은 윤옹귀에게, 이북은 굉유(閎孺)에게 맡겼다. 윤옹귀는 훗날 현위(縣尉)로 승진하였고, 군승(郡丞)·군위(郡尉)를 역임하다가 홍농도위(弘農都尉)가 되었다.
이후 동해태수로 발탁되었다. 하루는 윤옹귀가 정위 우정국을 찾아갔는데, 우정국이 동향 사람 두 명을 윤옹귀에게 청탁하였다. 그러나 윤옹귀는 그들을 보려고 하지 않았고, 우정국은 둘에게 윤옹귀가 그들을 인정하지 않은 것이라고 일러주었다.
윤옹귀는 동해군에서 관리와 백성들 중 유능한 자와 그렇지 않은 자, 또 죄를 저지른 자들을 모두 알고 있었다. 일벌백계를 원칙으로 삼으니 모두 그에게 복종하였고, 동해군은 잘 다스려졌다. 이후 윤옹귀는 능력을 인정받아 우부풍으로 승진하였다. 우부풍에서도 백성들에게는 부드럽게 대하는 한편 호족들에게는 엄격한 통치를 하여, 우부풍 또한 잘 다스려졌다. 윤옹귀는 형벌을 이용하여 다스렸으나, 청렴하고 온화하여 조정에서도 크게 명성을 떨쳤다.
원강 4년(기원전 62년), 숨을 거두었다. 집에는 남은 재산이 없었으며, 선제는 조서를 내려 윤옹귀의 아들에게 황금 100근을 하사하였다.
윤옹귀의 세 아들은 모두 태수가 되었다. 그 중 막내아들 윤잠은 구경을 지냈고, 후장군에 이르렀다. 굉유 또한 광릉상에 이르러 치적으로 명성을 떨치니, 사람들은 전연년에게 안목이 있었다고 칭송하였다.

## 출전
- 반고, 《한서》 권76 조윤한장양왕전

| 전임 광 | 전한의 우부풍 기원전 65년 ~ 기원전 62년 | 후임 진만년 |